# Linea 3 (metropolitana di Daegu)
La linea 3 (대구도시철도3호선 - 大邱都市鐵道3號線, Daegu dosi cheoldo sam-hoseon) è una linea della metropolitana di Daegu che serve la città di Daegu, in Corea del Sud, e indicata nelle mappe dal colore giallo. Caratteristica della linea è quella di essere una monorotaia automatica, la prima nel suo genere a essere realizzata nel paese asiatico.

## Storia
La costruzione della linea è iniziata ufficialmente il 24 luglio 2009, e i lavori si sono conclusi per il dicembre 2014. L'apertura, dopo i necessari test di corsa, è avvenuta il 23 aprile 2015.

## Tecnologia
La linea è una monorotaia pesante, totalmente realizzata in viadotto, che nel centro della città offre l'interscambio con le linee 1 e 2 della metropolitana di Daegu, nonché le ferrovie nazionali gestite dalla Korail.

## Stazioni
| Num. | Stazione                               | Stazione                    | Stazione                    | Collegamenti               | Dist. interst. | Dist totale | Posizione | Posizione   |  |
| Num. | Romanizz.                              | Hangŭl                      | Hanja                       | Collegamenti               | km             | km          | Posizione | Posizione   |  |
| ---- | -------------------------------------- | --------------------------- | --------------------------- | -------------------------- | -------------- | ----------- | --------- | ----------- |  |
|      |                                        |                             |                             |                            |                |             |           |             |  |
| 301  | KNU Medical Center                     | 칠곡경대병원                | 漆谷慶大病院                |                            | 0,0            | 0,0         | Daegu     | Buk-gu      |  |
| 302  | Hakjeong                               | 학정                        | 鶴亭                        |                            |                |             | Daegu     | Buk-gu      |  |
| 303  | Palgeo (NAQS–KOSTAT)                   | 팔거 (국립농관원·통계청)    | 八居 (國立農質院·統計廳)    |                            |                |             | Daegu     | Buk-gu      |  |
| 304  | Dongcheon                              | 동천                        | 東川                        |                            |                |             | Daegu     | Buk-gu      |  |
| 305  | Chilgok                                | 칠곡                        | 漆谷                        |                            |                |             | Daegu     | Buk-gu      |  |
| 306  | Guam (Science–Health College)          | 구암 (과학대·보건대입구)    | 鳩岩 (科學大·保健大入口)    |                            |                |             | Daegu     | Buk-gu      |  |
| 307  | Taejeon                                | 태전                        | 太田                        |                            |                |             | Daegu     | Buk-gu      |  |
| 308  | Maecheon                               | 매천                        | 梅川                        |                            |                |             | Daegu     | Buk-gu      |  |
| 309  | Maecheon Market                        | 매천농수산물시장            | 梅川農水産物市場            |                            |                |             | Daegu     | Buk-gu      |  |
| 310  | Paldal                                 | 팔달                        | 八達                        |                            |                |             | Daegu     | Buk-gu      |  |
| 311  | Industrial Complex                     | 공단                        | 工團                        |                            |                |             | Daegu     | Buk-gu      |  |
| 312  | Manpyeong                              | 만평                        | 萬坪                        |                            |                |             | Daegu     | Buk-gu      |  |
| 313  | Paldal Market                          | 팔달시장                    | 八達市場                    |                            |                |             | Daegu     | Seo-gu      |  |
| 314  | Wondae                                 | 원대                        | 院岱                        |                            |                |             | Daegu     | Seo-gu      |  |
| 315  | Buk-gucheong                           | 북구청                      | 北區廳                      |                            |                |             | Daegu     | Seo-gu      |  |
| 316  | Dalseong Park                          | 달성공원                    | 達城公園                    | ■ Serv. suburbano di Daegu |                |             | Daegu     | Jung-gu     |  |
| 317  | Seomun Market (Dongsan Medical Center) | 서문시장 (동산병원)         | 西門市場 (東山病院)         |                            |                |             | Daegu     | Jung-gu     |  |
| 318  | Sinnam                                 | 신남                        | 新南                        | ● Linea 2                  |                |             | Daegu     | Jung-gu     |  |
| 319  | Namsan (Keimyung Junction)             | 남산 (계명네거리)           | 南山 (啓明네거리)           |                            |                |             | Daegu     | Jung-gu     |  |
| 320  | Myeongdeok (February 28)               | 명덕 (2·28민주운동기념회관) | 明德 (2·28民主運動紀念會館) | ● Linea 1                  |                |             | Daegu     | Jung-gu     |  |
| 321  | Geondeulbawi                           | 건들바위                    | 건들바위                    |                            |                |             | Daegu     | Nam-gu      |  |
| 322  | Daebonggyo                             | 대봉교                      | 大鳳橋                      |                            |                |             | Daegu     | Nam-gu      |  |
| 323  | Suseong Market                         | 수성시장                    | 壽城市場                    |                            |                |             | Daegu     | Suseong-gun |  |
| 324  | Suseong-gu Stadium                     | 수성구민운동장입구          | 壽城區民運動場入口          |                            |                |             | Daegu     | Suseong-gun |  |
| 325  | Children's Hall                        | 어린이회관                  | 어린이會館                  |                            |                |             | Daegu     | Suseong-gun |  |
| 326  | Hwanggeum                              | 황금                        | 黃金                        |                            |                |             | Daegu     | Suseong-gun |  |
| 327  | Suseongmot (TBC)                       | 수성못 (TBC)                | 壽城못 (大邱放送)           |                            |                |             | Daegu     | Suseong-gun |  |
| 328  | Jisan                                  | 지산                        | 池山                        |                            |                |             | Daegu     | Suseong-gun |  |
| 329  | Beommul                                | 범물                        | 凡勿                        |                            |                |             | Daegu     | Suseong-gun |  |
| 330  | Yongji                                 | 용지                        | 龍池                        |                            |                | 23,95       | Daegu     | Suseong-gun |  |
|      |                                        |                             |                             |                            |                |             |           |             |  |